# Hiam Abbass
Pour les articles homonymes, voir Abbass.
Hiam Abbass, née le 30 novembre 1960 à Nazareth, est une actrice, réalisatrice, productrice, écrivaine, scénariste et photographe franco-israëlo-palestinienne[source insuffisante].

## Biographie

### Famille et formation
Hiam Abbass est issue d'une famille palestinienne originaire de Nazareth. Ses parents étaient enseignants et ont dû fuir pendant la Nakba, l'exode des Palestiniens après la création de l’État d’Israël. Elle parle couramment l'arabe, l'hébreu, le français et l'anglais.
Elle a étudié la photographie à Haïfa puis a rejoint la troupe de théâtre palestinienne de El-Hakawati.

### Carrière
Elle est surtout connue pour ses rôles dans les films Satin rouge, Paradise Now, La Fiancée syrienne, Free Zone, Les Citronniers, The Visitor et Une Bouteille à la mer.
À partir de 2018 elle joue dans la série américaine de HBO Succession, au côté de Brian Cox. La dernière saison est diffusée en 2023.

### Jury de festivals
- Jury des longs métrages lors du festival de Cannes 2012, présidé par Nanni Moretti
- Présidente du jury du festival international de cinéma War on Screen[3]
- Jury du 35e festival du cinéma américain de Deauville en 2009, présidé par Jean-Pierre Jeunet
- Jury des longs métrages lors du 57e festival de Berlin en 2007, présidé par Paul Schrader

### Vie privée
Elle a été mariée au comédien Zinedine Soualem avec qui elle a eu deux filles, Lina Soualem, réalisatrice, et Mouna Soualem, actrice.

### Décoration
- Chevalier de l'ordre des Arts et des Lettres (2011)[4]

## Réalisation
- Deux courts métrages :
  - Le Pain (2001). Réalisatrice. Acteurs : Gamil Ratib, Rim Turki, Véronique Ruggia, Françoise Bertin.
  - La Danse éternelle (2003). Réalisatrice et scénariste. Acteurs : Hiam Abbass, Zinedine Soualem, Jules Sitruk.
- Un long métrage :
  - Héritage (Inheritance) (2012). Réalisatrice et coscénariste. Acteurs : Hiam Abbass, Ula Tabari, Hafsia Herzi, Clara Khoury, Ruba Blal, Makram Khoury, Yussuf Abu-Warda, Khalifa Natour, Ali Suliman, Ashraf Barhom, Tom Payne, Ghazi Albuliwi, Lina Soualem, Mouna Soualem, Jamil Khoury.

## Filmographie

### Actrice

#### Cinéma

##### Longs-métrages
- 1987 : Noce en Galilée de Michel Khleifi
- 1995 : Haïfa de Rashid Masharawi : Oum Saïd
- 1996 : Chacun cherche son chat de Cédric Klapisch : une femme dans la cour
- 1997 : Vivre au paradis (Living in paradise) de Bourlem Guerdjou : Aïcha
- 2000 : Ligne 208 de Bernard Dumont : la mère de Khaled
- 2000 : Ali, Rabiaa et les autres... d'Ahmed Boulane : Rabiaa
- 2001 : Fais-moi des vacances de Didier Bivel : la mère de Lucien et José
- 2001 : L'Ange de goudron de Denis Chouinard : Naïma Kasmi
- 2002 : Satin rouge de Raja Amari : Lilia
- 2002 : Aime ton père de Jacob Berger : Salma
- 2004 : La Porte du soleil (Bab el shams) de Yousry Nasrallah : Om Younes
- 2004 : La Fiancée syrienne (The Syrian Bride) d'Eran Riklis : Amal
- 2004 : Nadia et Sarra (en) de Moufida Tlatli : Nadia, professeur et la mère de Sarra
- 2005 : Le Démon de midi de Marie-Pascale Osterrieth : Rim
- 2005 : Paradise Now de Hany Abu-Assad : la mère de Saïd
- 2005 : Free Zone d'Amos Gitaï : Leila
- 2005 : Munich de Steven Spielberg : Marie-Claude Hamshari
- 2006 : Azur et Asmar de Michel Ocelot : voix de Jénane, la nourrice
- 2006 : La Nativité (The Nativity Story) de Catherine Hardwicke : Anne, mère de Marie
- 2007 : Dialogue avec mon jardinier de Jean Becker : la femme du jardinier
- 2007 : Désengagement (Disengagement) d'Amos Gitaï : Hiam
- 2007 : The Visitor de Tom McCarthy : Mouna Khalil
- 2008 : La Fabrique des sentiments de Jean-Marc Moutout : Professeur Sterne
- 2008 : Les Citronniers d'Eran Riklis : Salma Zidane, une veuve palestinienne
- 2008 : Un roman policier de Stéphanie Duvivier : Fati
- 2008 : L'Aube du monde d'Abbas Fahdel : la mère de Mastour
- 2008 : Kandisha de Jérôme Cohen-Olivar : Mona Bendrissi
- 2008 : Grenades et myrrhe (Al-mor wa al rumman) de Najwa Najjar (en) : Umm Habib
- 2008 : Mateo Falcone d'Éric Vuillard : Mme Falcone, la mère
- 2009 : The Limits of Control de Jim Jarmusch : une chauffeuse
- 2009 : Espion(s) de Nicolas Saada : Wafa
- 2009 : Amerrika de Cherien Dabis : Raghda Halaby, la sœur de Mouna
- 2009 : Human Zoo de Rie Rasmussen : Mina
- 2009 : Persécution de Patrice Chéreau : Marie
- 2009 : Chaque jour est une fête de Dima El-Horr : Hala
- 2010 : Suite parlée de Joël Brisse et Marie Vermillard : "les fourmis"
- 2010 : Miral de Julian Schnabel : Hind al-Husseini
- 2010 : I Am Slave (en) de Gabriel Range :
- 2011 : La Source des femmes de Radu Mihaileanu : Fatima
- 2011 : Do not forget me Istanbul de Hany Abu-Assad :
- 2012 : Une bouteille à la mer de Thierry Binisti : Intessar, la mère de Naïm
- 2012 : Héritage de Hiam Abbass : Samira, la femme de Majd
- 2013 : Les Jeux des nuages et de la pluie de Benjamin de Lajarte : Blanche Wagner
- 2013 : Rock the Casbah de Laïla Marrakchi : Aïcha, la mère
- 2013 : Le Sac de farine de Kadija Leclere : Yasmine
- 2013 : May in the Summer de Cherien Dabis : Nadine, la mère de May
- 2013 : Peace After Marriage de Bandar Albuliwi et Ghazi Albuliwi : Amani, la mère d'Albuliwi
- 2014 : De guerre lasse d'Olivier Panchot : Raïssa
- 2014 : Exodus: Gods and Kings de Ridley Scott : Bithiah
- 2015 : Dégradé d'Arab et Tarzan Nasser : Eftikhar
- 2015 : Le Goût des merveilles d'Éric Besnard : Dr Mélanie Ferenza
- 2016 : Corps étranger de Raja Amari : Leila
- 2017 : Une famille syrienne (Insyriated) de Philippe Van Leeuw : Oum Yazan
- 2017 : À mon âge je me cache encore pour fumer de Rayhana : Fatima
- 2017 : Blade Runner 2049 de Denis Villeneuve : Freysa
- 2018 : Carnivores de Jérémie et Yannick Renier : la mère d'Amel
- 2019 : Mon frère de Julien Abraham : Mme Miroun
- 2019 : Les Hirondelles de Kaboul d'Éléa Gobbé-Mévellec et Zabou Breitman : Mussarat (voix)
- 2020 : Gaza mon amour d'Arab et Tarzan Nasser : Siham
- 2022 : Hellraiser de David Bruckner : Menaker
- 2023 : Insidious: The Red Door de Patrick Wilson : le professeur Armagan
- 2024 : Bye Bye Tibériade de Lina Soualem : elle-même
- 2024 : Le Dernier Souffle de Costa-Gavras : Madame Broquet
- 2025 : Palestine 36 d'Annemarie Jacir

##### Courts et moyens-métrages
- 1994 : 3000 scénarios pour un virus :Poisson rouge de Cédric Klapisch (court-métrage)
- 1996 : Il était une fois Donyazad de Merzak Allouache (moyen-métrage)
- 1997 : Raddem - Démolition de Danielle Arbid (court-métrage)
- 1998 : Histoire naturelle de Karim Boulila (court-métrage)
- 1999 : Le Mariage en papier de Stéphanie Duvivier (court-métrage)
- 2006 : Petites révélations de Marie Vermillard (moyen-métrage)
- 2014 : Nothing Escapes My Eyes de David Krippendorff (court-métrage)
- 2019 : In Vitro de Søren Lind et Larissa Sansour (court-métrage) : Dunia
- 2020 : Sofa So Good de Noa Osheroff (court-métrage)

#### Télévision
- 1989 : La Nuit miraculeuse d'Ariane Mnouchkine (téléfilm)
- 1992 : Antoine Rives, le juge du terrorisme, épisode L'Affaire JBN de Philippe Lefèbvre (série télévisée) : Jacqueline Tabet
- 1997 : Le Juste, épisode En route vers la liberté - En transit vers l'espoir de Franck Apprédéris (série télévisée)
- 1998 : Venise est une femme de Jean-Pierre Vergne (téléfilm) : la mère d'Aïcha
- 2000 : Mix-cité - La grande muette de Christophe Leprêtre (téléfilm)
- 2002 : Pierre et Farid de Michel Favart (téléfilm) : la mère de Farid
- 2003 : Nadia et Sarra de Moufida Tlatli (téléfilm) : Nadia
- 2007 : Béthune sur Nil de Jérôme Foulon (téléfilm) : Farah
- 2010 : Histoires de vies, épisode Des intégrations ordinaires de Julien Sicard (série télévisée) : Zineb
- 2010 : Le Serment (The Promise) de Peter Kosminsky (mini série télévisée) : Jawda âgée
- 2014 : La Fille du désert (The Red Tent) de Roger Young (mini série télévisée) : la Reine Re-Nefer
- 2016 : The OA, deux épisodes (série télévisée) : Khatun
- 2017 : The State (série télévisée) : Umm Salamah
- 2018-2023  : Succession (série télévisée) : Marcia Roy
- 2019-2022 : Ramy (série télévisée) : Maysa Hassan, la mère de Ramy
- 2022 : Oussekine, (mini-série) d'Antoine Chevrollier : Aicha Oussekine
- 2022 : The Old Man (mini-série) de Jon Watts : Belour Hamzad, née Daadfar / Abbey Chase
- 2023 : Tout va bien (série télévisée) saison 1 épisode 6

### Coach d'acteurs
- 2005 : Munich de Steven Spielberg
- 2006 : Babel d'Alejandro González Iñárritu

## Prix et distinctions

### Récompenses
- Ophirs 2008 : Ophir de la meilleure actrice pour Les Citronniers
- Prix Henri-Langlois 2012 Vincennes[5]
- Festival du film francophone d'Angoulême 2017 : Valois de la meilleure actrice pour Une famille syrienne

### Nominations et sélections
- Festival international du film francophone de Namur 2001 : en compétition pour le Golden Bayard pour son court métrage Le Pain
- Ophirs 2004 : Ophir de la meilleure actrice pour La Fiancée syrienne
  - Prix du cinéma européen 2004 : prix du public de meilleure actrice pour La Fiancée syrienne
- Ophirs 2005 : Ophir de la meilleure actrice pour Free Zone